# Derby Sketching Club
 (décembre 2022).
Si vous disposez d'ouvrages ou d'articles de référence ou si vous connaissez des sites web de qualité traitant du thème abordé ici, merci de compléter l'article en donnant les références utiles à sa vérifiabilité et en les liant à la section « Notes et références ».

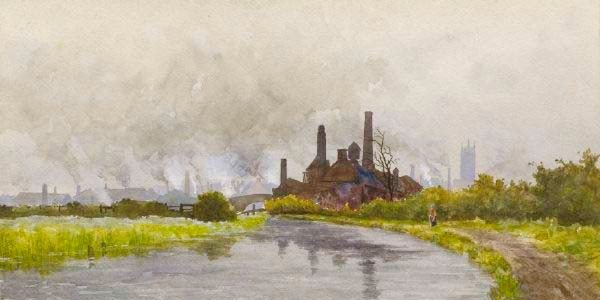
The Sharon Chemical Works - Alfred John Keene, membre du Derby Sketching Club

Le Derby Sketching Club est un club privé qui se tient maintenant à Littleover, quartier de Derby, en Angleterre. Ce club, fondé en 1887,  se réunit cinq fois par semaine. Il fournit à ses membres des commodités afin qu'ils puissent, ensemble et avec d'autres, travailler et partager leur intérêt pour la peinture et le croquis, un lieu pour partager leur art. On peut compter parmi les anciens membres F. Booty, Alfred John Keene, William Swindell, George Thompson, Charles Terry et Frank Timms.

## Histoire
En 1887, un groupe de jeunes hommes tint une réunion au County hotel de Derby et fonda le Derby Sketching Club, dans le but d'avoir un endroit où ils pourraient ensemble et avec d'autres, travailler et partager leur intérêt pour la peinture et le croquis, un lieu pour partager leur art. Ils fixèrent la cotisation annuelle à deux shillings et six pence. La première exposition de leurs œuvres eut lieu en janvier 1889 dans les salons de l'Athénée.
En 1922 se forme le Derby Ladies Art Group, club d'art pour femmes. C'est seulement en 1951 que les deux clubs se réunissent pour une exposition commune au Festival of Britain. Ils fusionnent finalement en 1966.
Le collectionneur d'art Alfred Goodey a rassemblé le travail des membres du Derby Sketching Club et l'a exposé au Derby Museum and Art Gallery, dans les années 1940.

## Activité actuelle
Il se tient régulièrement des séances réservées aux membres pour pratiquer le dessin d'après modèle vivant, le portrait et la nature morte. Des conférenciers extérieurs sont invités. Les membres peuvent promouvoir leur travail sur le site internet du club et accueillir des expositions d'autres artistes.

## Autres membres notables
Ernest Townsend, R. W. Bardill, Harold Gresley et J. P. Wale